# LRRTM1
LRRTM1 (англ. Leucine-rich repeat transmembrane neuronal protein 1) — первый ген, связанный с тем, что со временем человек станет левшой. Расположен на 2-й хромосоме. Играет ключевую роль при формировании речи и эмоций. Исследователи также установили, что один из полиморфизмов данного гена ассоциирован с повышенным риском психотических умственных расстройств, подобных шизофрении. Как следует из названия, белковый продукт является трансмембранным белком, который содержит множество обогащённых лейцином цепочек, которые присутствуют в нейронах. Ген экспрессирован при развитии определённых структур переднего мозга и показывает снижение регулирования с материнской стороны (геномный импринтинг).

## История
Ген был впервые клонирован в 2003 году. Первоначальная статья об исследовании 2007 года была опубликована в журнале «Молекулярная психиатрия». Исследователи, объявившие о возможной причастности гена к леворукости и шизофрении, также выпустили в июле 2007 года заявление для прессы.